# ジュゼッペ・アネダ

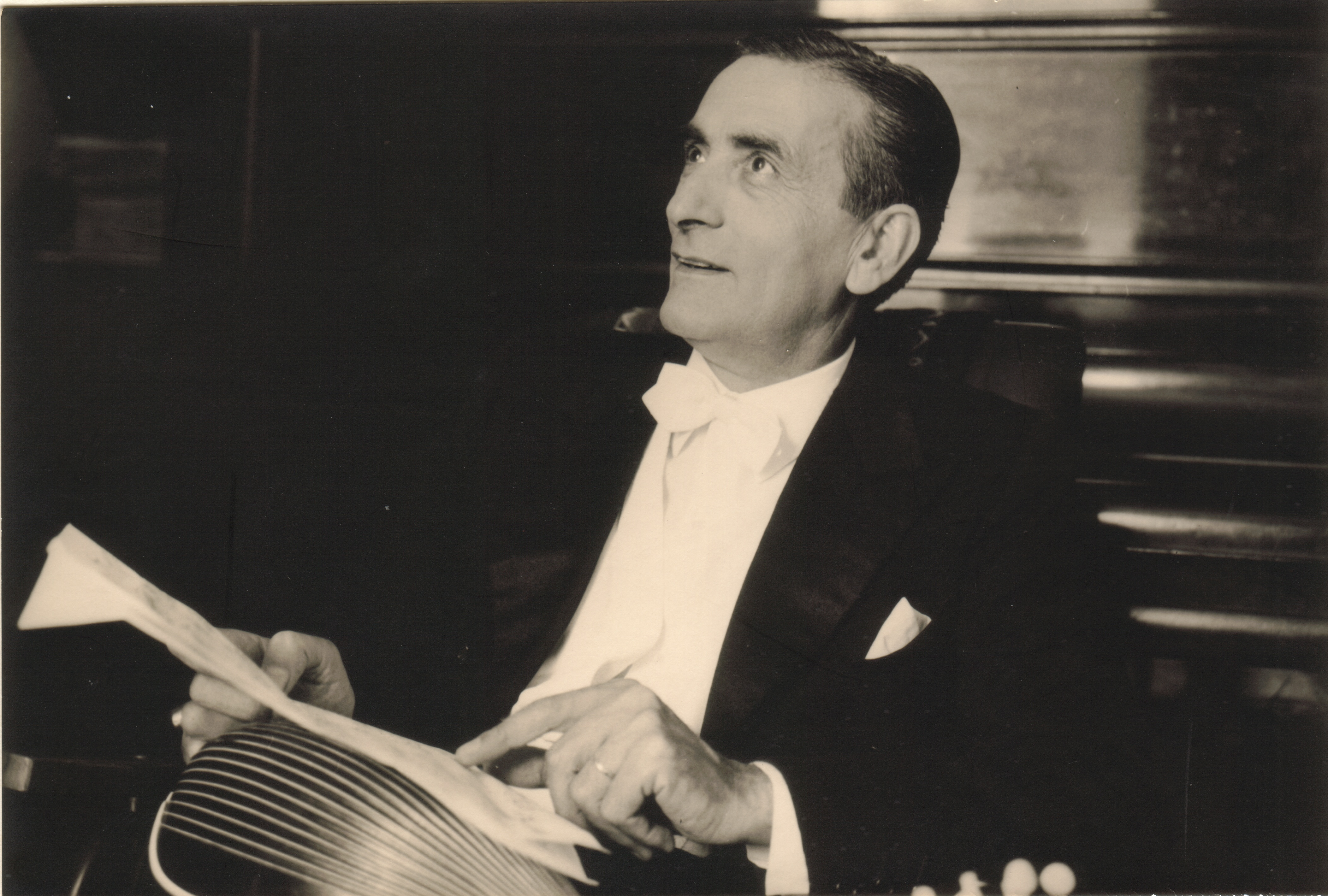
ジュゼッペ・アネダ

ジュゼッペ・アネダ（Giuseppe Anedda, 1912年3月1日 - 1997年7月30日）は、イタリアのマンドリン奏者。

## 略歴
カリャリ出身。幼時から音楽に興味を示していたため、父親は彼が5歳の時に音楽学校に入学させたが、ヴァイオリンを買う金がなかったため、家にあったマンドリンを与えた。その結果、10歳頃にはマンドリン奏者として劇場に呼ばれるようになった。
その後「カラリス四重奏団」というマンドリン四重奏団を結成し、第一マンドリン奏者を務めた。管弦楽曲やオペラの抜粋をマンドリン四重奏曲に編曲し、祝典や式典などで演奏活動を行った。1938年、パレルモで開催された全国ドーポラヴォーロ事業団主催の四重奏コンクールで最優秀賞を受賞し、翌年もまた受賞した。
1948年、ニーノ・サンツォーニョ指揮のもとでアントニオ・ヴィヴァルディの「2つのマンドリンのための協奏曲」のソリストを務めた。その後1952年から1968年まで16年にわたってレナート・ファザーノ率いるヴィルトゥオージ・ディ・ローマでソリストを務めた。1965年にはRAI国立交響楽団がイーゴリ・ストラヴィンスキーのバレエ音楽『アゴン』を演奏した際にマンドリンを担当した。演奏後に「マンドリン・ブラヴォー」の声が上がり、ステージに上ったストラヴィンスキーはアネダと握手を交わした。
オーケストラとの共演、ピアノとの二重奏、独奏などの演奏活動の間も各地の美術館や図書館を訪問し、17世紀から18世紀の間のマンドリン曲を発見し、レパートリーを広げていった。
1970年にニューヨークのマンハッタン音楽学校に招かれて、マンドリンとリュートのクラスを5年間受け持った。1971年には日本で公演を行い、翌年にはカザルス音楽祭に招かれた。1975年にはスイスでクラウディオ・シモーネの指揮でイ・ソリスティ・ヴェネティと共演した。その後シモーネが院長を務めるパドヴァのポリーニ音楽院でマンドリン科教授に就任した。
1980年に音楽院を定年で退職した後もランチャーノやアッシジで教育活動を続けた。1988年にはイタリアマンドリン連盟から名誉会長の称号を贈られた。
カリャリにて没。